# 马克·扎哈罗夫
马克·阿纳托利耶维奇·扎哈罗夫（羅馬化：Mark Anatolyevich Zakharov；1933年—2019年9月28日）是苏联/俄罗斯文艺界人士，电影导演，编剧。

## 生平
1933年10月13日生于莫斯科。1955年毕业于莫斯科以卢那察尔斯基命名的国立戏剧艺术学院（现俄罗斯戏剧艺术学院）。1955年至1959年，他是彼尔姆剧院的演员。之后回到莫斯科，在莫斯科国立大学学生剧院等地演出。1973年成为莫斯科列宁共青团剧院艺术总监。
2019年9月28日在莫斯科去世。

## 主要导演作品
| 首映年份 | 俄文原标题 | 中文译名       | 类型           |
| -------- | ---------- | -------------- | -------------- |
| 1976年   |            | 《12把椅子》   | 電視電影       |
| 1978年   |            | 《平凡的奇迹》 | 浪漫奇幻歌舞片 |
| 1989年   |            | 《屠龙》       | 奇幻电影       |

## 家庭
- 祖父：谢尔盖·尼古拉耶维奇·扎哈罗夫，俄国白军军官。
- 父亲：阿纳托利·谢尔盖耶维奇·扎哈罗夫，俄国内战时期的红军士兵。
- 母亲：加林娜·谢尔盖耶芙娜·巴尔季娜（1909年-1964年）
- 妻子：尼娜·季霍诺芙娜·拉普希诺娃（1932年-2014年）
- 女儿：亚历山德拉·马克芙娜·扎哈罗娃 （1962年-）